# Asarum minus
Asarum minus Ashe – gatunek rośliny z rodziny kokornakowatych (Aristolochiaceae Juss.). Występuje naturalnie we wschodnich Stanach Zjednoczonych – w Karolinie Południowej, Karolinie Północnej oraz Wirginii. 

## Morfologia
LiścieMają kształt od sercowatego do niemal nerkowatego.
KwiatyOkwiat ma cylindryczny kształt i dorasta do 0,9–1,6 cm długości oraz 0,8–1,6 cm szerokości.
Gatunki podobneRoślina jest podobna do gatunku A. arifolium, ale różni się od niego kształtem liści oraz kształt i wielkością kwiatów.

## Biologia i ekologia
Rośnie w lasach zrzucających liście na zimę. Występuje na wysokości do 500 m n.p.m. Kwitnie od lutego do maja.